# Samsung YP-U2
Samsung YP-U2 — миниатюрный аудиоплеер, плейдрайв компании Samsung Electronics. Принадлежит к Yepp U серии.
Плеер имеет встроенный USB штекер, с помощью которого подсоединяется к компьютеру. Поддерживается MTP или UMS (в зависимости от региона). При подсоединении к компьютеру аккумулятор заряжается.
Плеер оснащен системой усиления низких частот Bass Booster и системой обработки звука DNSe. По сравнению с предшественником YP-U1, появилось FM-радио и расширены настройки качества записи. Ёмкость встроенного Li-Pol аккумулятора составляет 280 мА·ч.
- Поддерживаемые форматы файлов: MP3, WMA, OGG, ASF.
- Битрейт: 8-320 Кбит/с MP3, 48-192 Кбит/с WMA, ASF, Q0-Q9 OGG.

В комплект поставки входят:
- Плеер
- Наушники
- Инструкция по эксплуатации